# Lord Byron
George Gordon Byron (Londen, 22 januari 1788 – Mesolongi, 19 april 1824), beter bekend als Lord Byron, was een Engels romantisch dichter en schrijver. Byrons reputatie berust niet alleen op zijn geschriften, maar ook op zijn leven vol aristocratische excessen, enorme schulden en talrijke liefdesaffaires. Lady Caroline Lamb noemde hem "gek, slecht en gevaarlijk om te kennen".

## Biografie
George Gordon Byron was de zoon van kapitein John Byron en diens tweede echtgenote, Catherine Gordon, een afstammelinge van de Schotse koning Jacobus I. Hij werd geboren met een afwijking aan zijn voet.
In de herfst van 1787 waren zijn ouders naar Frankrijk gereisd om aan hun schuldeisers te ontkomen, maar kort voor zijn geboorte keerden ze afzonderlijk terug naar Engeland. John overleed op 2 augustus 1791 in Valenciennes, misschien door zelfdoding. Kort daarna verhuisde mevrouw Byron naar Broad Street 64 in het Schotse Aberdeen.
Op 21 mei 1798 overleed William Byron (1722-1798), vijfde Lord Byron en grootoom van George, die daarmee de titel erfde. Moeder en zoon trokken opnieuw naar Engeland.
Catherine was een fervente aanhanger van de Whigs (de liberale oppositiepartij) en de Franse Revolutie; tegelijkertijd was ze zich scherp bewust van haar aristocratische afkomst, ondanks, of misschien juist wegens haar materiële armoede. Dat dubbelzinnige sociale statuut verklaart waarom Byron in zijn werk graag personages creëerde die trots zijn op hun rol als buitenstaander.
Hij bouwde veel schulden op en trok de aandacht door zijn biseksuele verhoudingen. In 1802 verbleef hij in zijn voorvaderlijk landhuis, het romantische Newstead Abbey bij zijn halfzuster Augusta Leigh, met wie hij later een incestueuze verhouding zou hebben gehad.
In 1807, tijdens zijn studies aan het Trinity College (Cambridge), gaf hij zijn eerste dichtbundel uit onder de titel Hours of Idleness (oorspronkelijk Juvenalia genoemd). In The Edinburgh Review verscheen een vernietigende kritiek op deze bundel, wat Byron inspireerde tot zijn eerste echt belangrijke werk, English Bards and Scotch Reviewers. Daarin valt hij op satirische wijze zijn critici en veel andere dichters uit zijn tijd aan (onder wie William Wordsworth, Samuel Taylor Coleridge, Walter Scott en Robert Southey).

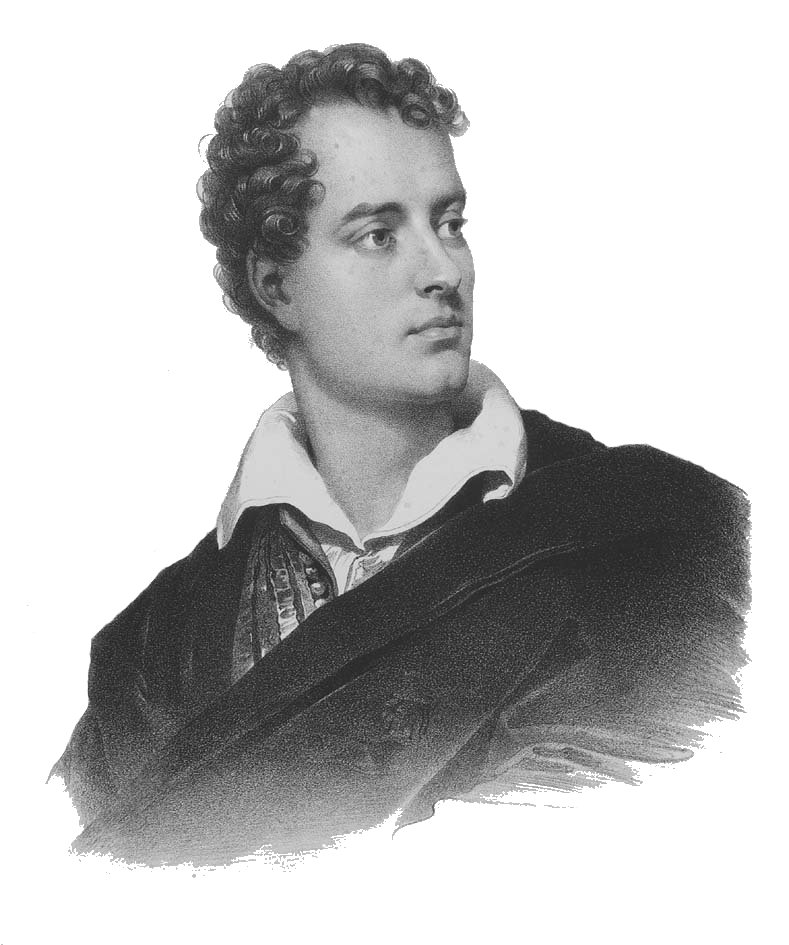
Lord Byron

## Childe Harold
Na de universiteit reisde hij door Zuid-Europa en legde zijn indrukken vast in de eerste twee zangen van zijn meesterwerk Childe Harold's Pilgrimage, dat hem op slag beroemd maakte. Tijdens deze reis, waarin Griekenland en de Turkse wereld centraal staan, zag Byron hoe het Parthenon op de Akropolis in Athene van zijn kunstwerken werd ontdaan. Dat laatste gebeurde in opdracht van Lord Elgin, de Britse ambassadeur bij het Turkse hof. Hoewel Byron met de uitvoerder van deze vernielzuchtige klus, de Italiaanse schilder Giovanni Battista Lusieri, een goede relatie onderhield, heeft de dichter het slopen van de metopen en een deel van het fries van het Parthenon (de latere Elgin marbles, nu in het British Museum te Londen) sterk veroordeeld.
In Childe Harold's Pilgrimage uit 1812 verschijnt voor het eerst de zogenaamde 'Byronic hero', een weerspiegeling van Byron zelf. Childe Harold is een melancholieke jongeman, die na een losbandig leven afleiding zoekt in buitenlandse reizen. Hij beschrijft de reizen en verbindt er overpeinzingen aan over het verleden. De 'Byronic hero' heeft alle geneugten van het leven leren kennen en is overtuigd van hun ledigheid. Dit 'Byronisme' heeft veel navolging gevonden in de Europese literatuur, in Nederland onder meer bij Nicolaas Beets, Adriaan van der Hoop jr. en P.A. de Génestet.
Aan het einde van dat jaar hield hij in Londen enkele opvallende redevoeringen in het Hogerhuis en publiceerde hij een aantal oosterse verhalen: The Giaour (1813), The Bride of Abydos (1813), The Corsair (1814), Lara (1814), Parisina (1816), The Siege of Corinth (1816). Hij groeide uit tot een gevierd man in de Londense society. Ondanks zijn aangeboren handicap – hij had een klompvoet – was hij een knappe verschijning. Ook zijn excentrieke gedrag maakte hem aantrekkelijk voor veel vrouwen. Hij had verscheidene affaires voor en na zijn huwelijk met Anna Isabella Milbanke in 1815, waarschijnlijk met zowel mannen als vrouwen. Hetzelfde jaar kregen ze een dochter, Ada. Het was een ongelukkig huwelijk en nog geen jaar later gingen ze uit elkaar. Zijn reputatie werd hierdoor ernstig geschaad. In het gedicht 'Fare Thee Well' nam hij afscheid van vrouw en kind.
In 1816 vertrok hij, verbitterd door alle kritiek, uit Engeland. Hij trok naar Zwitserland, waar hij zijn collega Percy Bysshe Shelley en diens vrouw Mary ontmoette. Deze ontmoeting, die later in Italië een vervolg kreeg, heeft een gunstige invloed op hem gehad. De reis vond zijn weerslag in twee nieuwe zangen van Childe Harold's Pilgrimage.
Een leidmotief in Byrons werk is de eenzame held die het opneemt voor de onderdrukten, uiteraard een geïdealiseerd zelfportret. Zo ontstond zijn werk The Prisoner of Chillon na zijn bezoek aan het Château de Chillon aan het Meer van Genève, waar hij de verhalen hoorde van gevangenen die in de kerkers waren weggekwijnd.
Byrons meesterwerk is Don Juan (1819-1824), een onvoltooide verhalende satire van zestien zangen. Het is een mengeling van ernst, cynisme en humor, waarin in de laatste zangen Britse sociale toestanden over de hekel worden gehaald. Overigens werd (volgens Friedrich Engels in zijn werk De toestand van de arbeidersklasse in Engeland) Byron in de 19de eeuw in Engeland meer gelezen door arbeiders dan door de burgerij.

## Griekenland

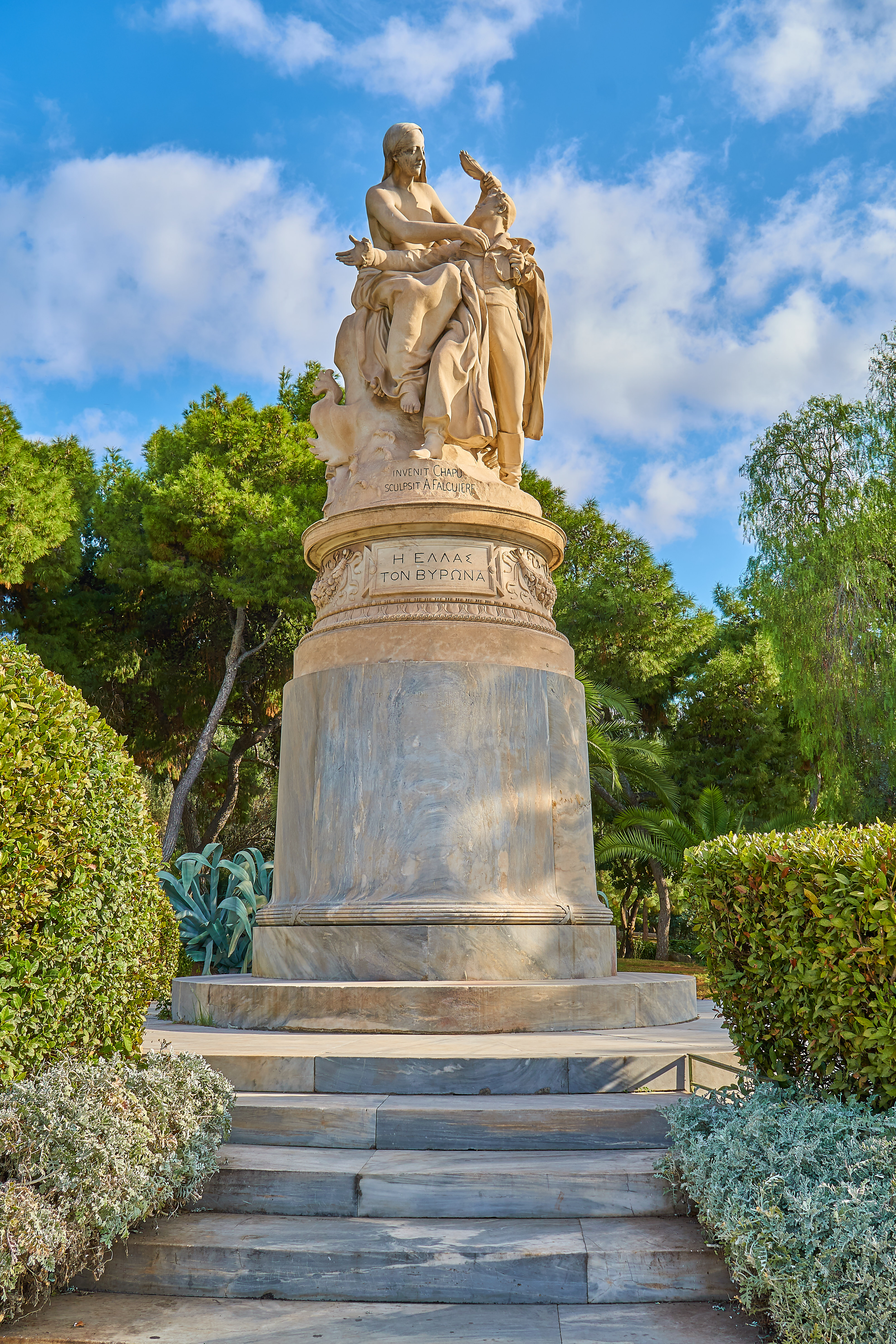
19e-eeuwse sculpturale compositie van Henri-Michel Chapu en Alexandre Falguière die Griekenland afbeeldt in de vorm van een vrouwelijke figuur die Lord Byron kroont in het Nationale Park in Athene (Άγαλμα Λόρδου Βύρωνος)

In juli 1823 vertrok hij naar Griekenland om deel te nemen aan de vrijheidsoorlog tegen de Turken. Om kapitaal te kunnen schenken aan de Griekse zaak, verkocht Byron zijn landgoed Rochdale Manor in Schotland. Hij verbleef eerst op het eiland Kefalonia, waar agenten van verschillende Griekse milities hem voor hun zaak probeerden te winnen.

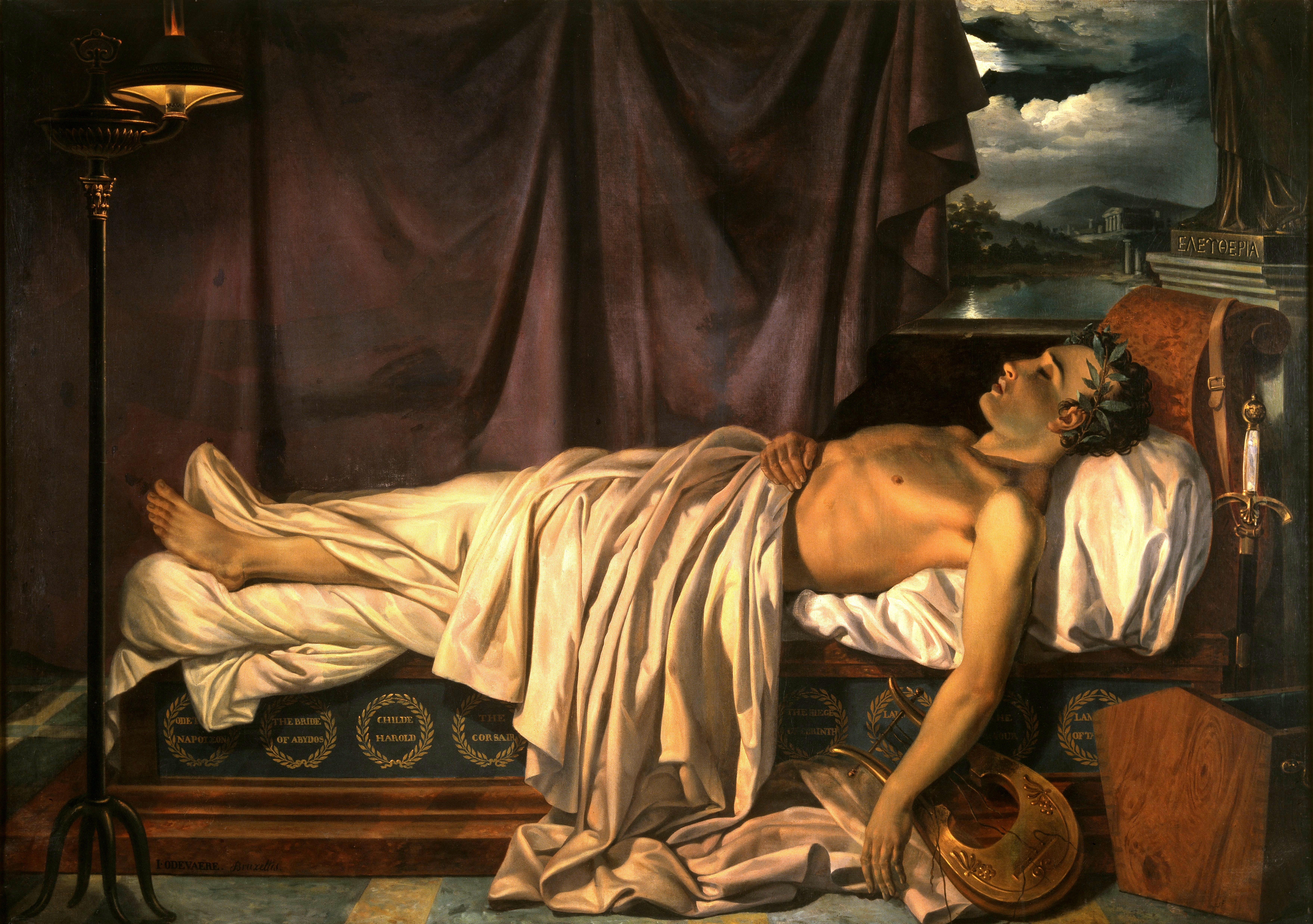
Lord Byron op zijn sterfbed
(ca. 1826), Joseph Denis Odevaere, Groeningemuseum

Hij wist de Turkse vloot te omzeilen en bereikte op 3 januari 1824 Mesolongi, uitvalsbasis van Alexandros Mavrokordatos en een belangrijk centrum van de Griekse onafhankelijkheidsstrijd. De overwinning maakte hij echter niet mee. Na enkele maanden overleed hij ten gevolge van een moeraskoortsaanval. Zijn lichaam werd overgebracht naar Engeland, waar het begraven werd in de dorpskerk van Newstead en niet, zoals gepaster zou zijn geweest, in de Poets' Corner van Westminster Abbey. Dat werd vanwege Byrons vroegere levensstijl door de Engelse burgerij niet toegestaan. Een groot deel van zijn dagboeken is door zijn vriend John Cam Hobhouse en zijn uitgever John Murray verbrand: er stonden waarschijnlijk te pijnlijke passages in.
Tijdens zijn eerste verblijf in Griekenland (1810) heeft hij diverse tempels bezocht. Vaak kraste hij daar dan zijn naam in een van de zuilen. Op de tempel van Poseidon op Kaap Soenion is deze nog goed te zien. Na zijn dood zijn er complete tochten georganiseerd langs deze tempel, waarbij de deelnemers vaak hun naam vlak bij die van Lord Byron zetten. Tegenwoordig is dat vrijwel onmogelijk geworden, omdat de tempel is beveiligd.

## Nawerking
Byron stond model voor de aristocratische (of Byroneske) vampier zoals wij die kennen in de westerse literatuur.
Met het verhaal The Vampyre (1819) van John William Polidori deed de charmante, aristocratische vampier zijn intrede. Byron kwam met het idee, maar Polidori, Byrons dokter, werkte het later uit en gaf zijn vampier diverse karaktereigenschappen van Byron mee. Aristocratisch, charmant maar gevaarlijk voor eenieder die in zijn ban raakt.
In 2003 kwam er een Engelse miniserie uit over Byron, geregisseerd door Julian Farino. De rol van Byron wordt hierin vertolkt door Jonny Lee Miller.

## Belangrijke werken
- Hours of Idleness (1807)

Byron
(1830), gravure

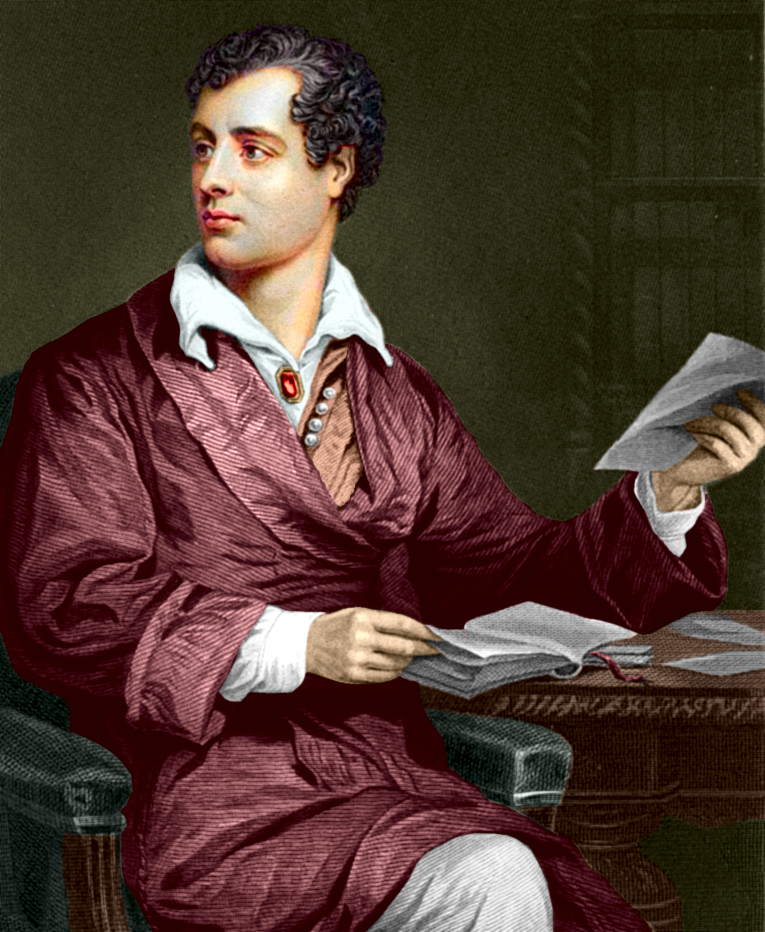
Lord Byron
(1873), gekleurde gravure

- English Bards and Scotch Reviewers (1809)
- Childe Harold's Pilgrimage, Cantos I & II (1812)
- She Walks in Beauty (1813)
- The Giaour (1813). Vertaald als: De gjouwer. Fragment eener Turksche vertelling[a] (1840)
- The Bride of Abydos (1813). Vertaald als: De Abydeensche verloofde[b] (1826)
- The Corsair (1814). Vertaals als: De zeerover. Een verhaal van Lord Byron[c] (1843)
- Lara, A Tale (1814). Vertaald als: Lara. Een verhaal van Lord Byron[d] (1845)
- Hebrew Melodies (1815)
- The Siege of Corinth (1816). Vertaals als: Het beleg van Corinthe[e] (1831)
- Parisina (1816). Vertaald als: Parisina; dichtstuk van Lord Byron[f] (1837)
- The Prisoner of Chillon (1816)
- The Dream (1816)
- Prometheus (1816)
- Darkness (1816)
- Manfred (1817). Vertaald als: Manfred. Een dramatisch gedicht naar Lord Byron[g] (1857)
- The lament of Tasso, supposed to have been written in the dungeon of the lunatic hospital at Ferrara (1817). Vertaald als: Tassoos weeklacht; in den kerker van het krankzinnigen-huis te Ferrara[h] (Tweede, verbeterde, druk 1841)
- Beppo (1818)
- Childe Harold's Pilgrimage (1818). Vertaald als: De omzwervingen van jonker Harold. Amsterdam, Athenaeum-Polak & Van Gennep, 2009 ISBN 978-90-253-6397-0
- Don Juan (1819-1824). Vertaald als: Don Juan. Amsterdam, Athenaeum-Polak & Van Gennep, 2013 ISBN 978-90-253-7050-3
- Mazeppa (1819)
- The Prophecy of Dante (1819)
- Marino Faliero, doge of Venice (1821). Vertaald als: Marino Faliero, doge van Venetiën. Treurspel in 5 bedrijven[i] (ca. 1829)
- Sardanapalus (1821). Vertaald als: Sardanapalus. Treurspel[j] (1836)
- The Two Foscari (1821)
- Cain (1821). Vertaald als: Caïn. Misterie-spel door Lord Byron[k] (1906)
- The Vision of Judgment (1821)
- Werner (1822)
- Heaven and Earth (1821). Vertaald als: Hemel en aarde, een dramatisch dichtstuk van Lord Byron[l] (1837)
- The Age of Bronze (1823)
- The Island (1823)
- The Deformed Transformed (1824)